# Центральный банк Туркменистана
Центральный банк Туркменистана (туркм. Türkmenistanyň Merkezi banky) — центральный банк Туркменистана, орган банковского регулирования и банковского надзора.
Банк подотчётен президенту Туркменистана. Председатель Центрального банка, а также его заместители назначаются на должность и освобождаются от должности президентом Туркменистана.

## Цели и задачи банка
Цели Центрального банка Туркменистана:
1. обеспечение устойчивости маната;
2. развитие и укрепление банковской системы Туркменистана.

Основные задачи Центрального банка Туркменистана:
1. создание необходимых правовых условий и гарантий для функционирования банковской системы Туркменистана;
2. проведение эффективной единой государственной денежно-кредитной политики;
3. организация наличного денежного обращения;
4. обеспечение эффективного функционирования расчётно-платёжной системы;
5. организация банковского регулирования и банковского надзора;
6. поддержание стабильности цен;
7. защита интересов кредиторов и вкладчиков кредитных учреждений;
8. противодействие легализации доходов, полученных преступным путём, и финансированию терроризма в соответствии с законодательством Туркменистана;
9. обеспечение эффективного управления международными резервами (золотовалютными активами) Туркменистана, включая резервный золотой запас государства[2].

## Председатели
| No | Имя                                | Назначен   | Уволен     | Причина увольнения       |
| 1  | Борджаков, Амандурды               |            | 26.06.1992 | выход на пенсию          |
| 2  | Сапаров, Назар                     | 26.06.1992 | 15.06.1993 | переход на другую работу |
| 3  | Оразов, Худайберди Артыкович       | 15.06.1993 | 24.05.1999 | переход на другую работу |
| 4  | Кандымов, Сеитбай                  | 24.05.1999 | 06.05.2002 | за недостатки в работе   |
| 5  | Кандымов, Имамдурды                | 06.05.2002 | 20.09.2002 | за недостатки в работе   |
| 6  | Мухаммедова, Шекерсолтан           | 20.09.2002 | 31.05.2005 | за недостатки в работе   |
| 7  | Аннаоразов, Джуманияз Аманязович   | 31.05.2005 | 12.05.2006 | за недостатки в работе   |
| 8  | Абилов, Гельдымурад Язмухаммедович | 12.05.2006 | 14.04.2008 | за недостатки в работе   |
| 9  | Геокленов, Гуванчмурад             | 14.04.2008 | 08.07.2011 | за недостатки в работе   |
| 10 | Джапаров, Тувакмамед               | 08.07.2011 | 10.01.2014 | за недостатки в работе   |
| 11 | Мурадов, Гочмурад Ашырмухаммедович | 10.01.2014 | 10.01.2015 | переход на другую работу |
| 12 | Аннадурдыев, Мердан Овезович       | 10.01.2015 | 02.2020    | переход на другую работу |
| 13 | Мушшиков, Гадыргельди              | 02.2020    | 03.2022    | переход на другую работу |
| 14 | Мяликов, Тойлы Овезгулыевич        | 03.2022    |            | действующий              |

## Структурные подразделения
- Ахалское велаятское управление
- Балканское велаятское управление
- Дашогузское велаятское управление
- Лебапское велаятское управление
- Марыйское велаятское управление
- Управление инкассации
- Комитет по драгоценным металлам и драгоценным камням
- Пробирная палата
- Банковская школа имени Героя Туркменистана Атамурада Ниязова
- Специализированная хозяйственная единица по обслуживанию мечети «Духовность Туркменбаши»
- Гостиница «Хазына» (г. Туркменбаши, НТЗ «Аваза»)